# Balazar (Póvoa de Varzim)
Balazar, of tegenwoordig ook vaak in de spelling Balasar, is een plaats (freguesia) in de Portugese gemeente Póvoa de Varzim en telt 2475 inwoners (2001).